# Robert Mazaud
Robert Mazaud (ur. 4 sierpnia 1906 roku w Graville-Sainte-Honorine, zm. 28 lipca 1946 roku w Nantes) – francuski kierowca wyścigowy.

## Kariera
W swojej karierze wyścigowej de Mazaud poświęcił się startom w wyścigach Grand Prix oraz w wyścigach samochodów sportowych. W 1939 roku Francuz był klasyfikowany w Mistrzostwach Europy AIACR. Wystartował tam w dwóch wyścigach, korzystając z własnego samochodu. Z dorobkiem 24 punktów uplasował się tam na jedenastej pozycji w klasyfikacji generalnej. Po wojnie, w 1946 stanął na najniższym stopniu podium w wyścigu Grandes Épreuves René le Bègue Cup.
W latach 1938-1939 Mazaud startował w klasie 5 24-godzinnego wyścigu Le Mans. W obu sezonach nie dojechał jednak do mety. Został sklasyfikowany odpowiednio na trzynastej i ósmej pozycji w swojej klasie.